# Церковь Вознесения Девы Марии (Пружаны)
Костёл Вознесения Пресвятой Девы Марии (бел. Касцёл Унебаўзяцця Найсвяцейшай Дзевы Марыі) — католический храм в городе Пружаны, Брестская область, Белоруссия. Относится к Пружанскому деканату Пинского диоцеза. Памятник архитектуры, построен в 1878—1883 годах. Включён в Государственный список историко-культурных ценностей Республики Беларусь (код 113Г000591). Адрес — ул. Советская, д. 39.
В некоторых источниках, в том числе и в списке историко-культурных ценностей упоминается, как «Михайловский костёл».

## История

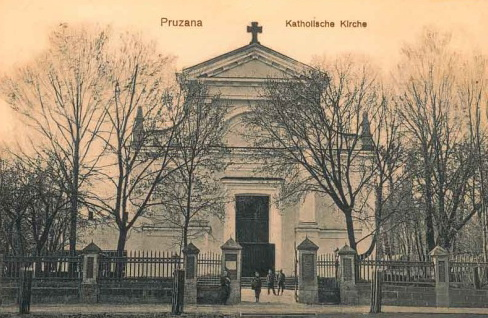
Костёл Вознесения в 1915 году

Первый католический храм в Пружанах был построен в 1522 году. К середине XIX века он был откровенно мал для сильно выросшего прихода, было решено построить новое каменное здание, для чего из Варшавы был приглашён знаменитый архитектор Генрик Маркони. Однако после подавления восстания 1863 года и развернутых царским правительством репрессий против Католической церкви ещё недостроенное здание было отобрано и передано православным (здание уничтожено во время Великой Отечественной войны).
Поскольку старый деревянный храм сгорел, верующие-католики добивались того, чтобы в Пружанах был хоть один костёл. Наконец в 1877 было получено разрешение на строительство нового храма, а в 1878 году утвержден проект и начато строительство. Властями было поставлено условие, новый католический костёл не должен быть выше других зданий города, поэтому в проекте было решено отказаться от возведения башен
Строительство храма в неоклассическом стиле было завершено в 1883 году, 8 сентября 1884 года он был освящён.
Во время Первой мировой войны храм был сильно повреждён, в 1929—1930 годах, когда Пружаны входили в состав Польши, была проведена его капитальная реставрация. В 1939 году викарием пружанского прихода служил будущий кардинал Казимир Свёнтек. После занятия Пружан советскими войсками в сентябре 1939 года он был арестован и приговорён к расстрелу, освобождён во время немецкой оккупации, вернулся в храм и служил до 17 декабря 1944 года, когда вновь был арестован и отправлен в лагеря. Поскольку настоятель Антоний Ройко из-за преследований был вынужден уехать в Польшу, приход остался без священника. Верующие продолжали собираться в храме на молитве даже без священника еще два года, пока храм не был закрыт и опечатан 2 марта 1948 года.
В 1951 году в здании храма разместился Дом культуры. Убранство храма было уничтожено, металлические детали органа сдали в металлолом, а деревянными частями некоторое время отапливали здание.

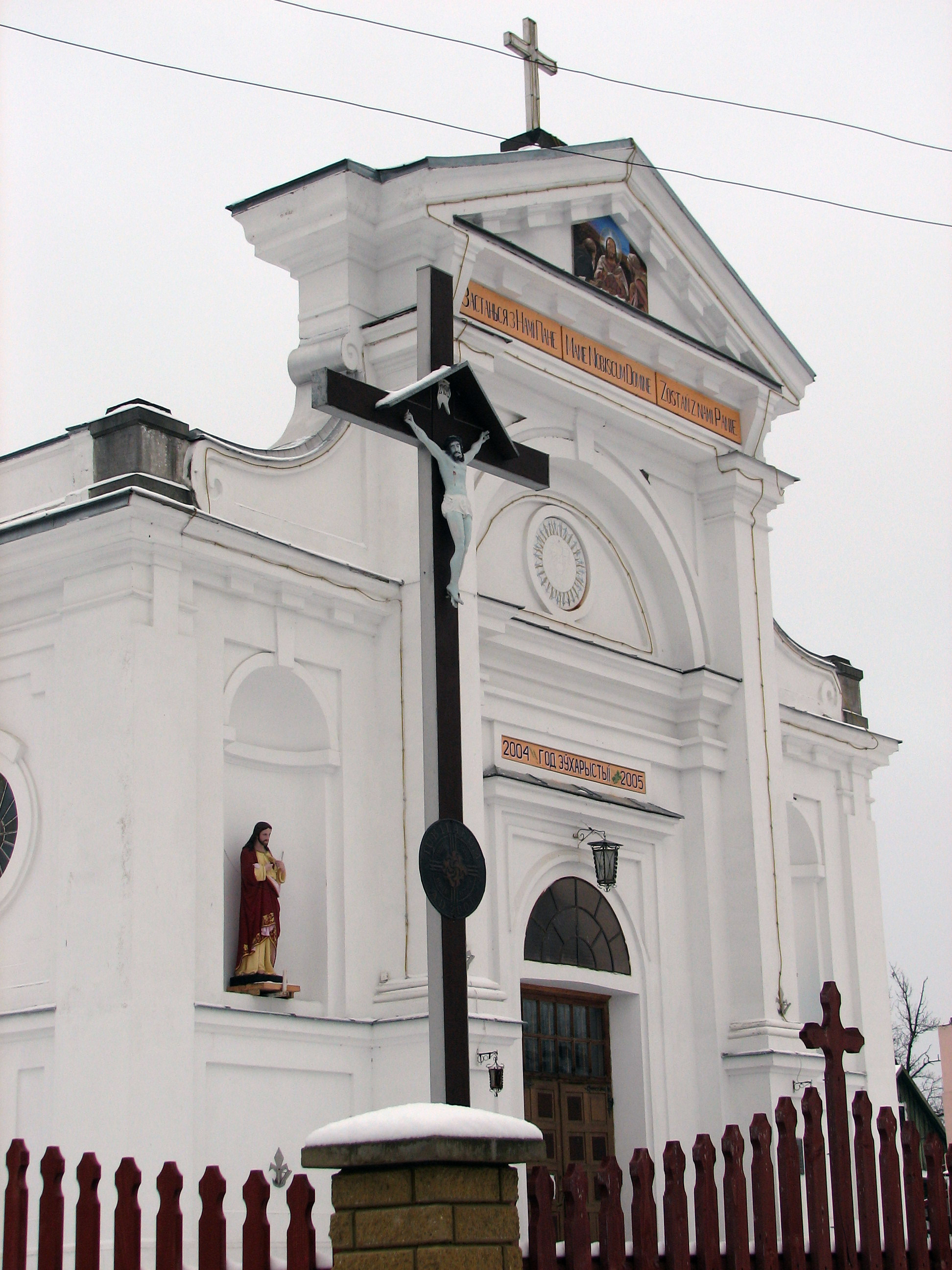
Главный фасад храма

С начала 90-х годов XX века верующие стали добиваться возвращения храма. 8 декабря 1991 в ещё не возвращённом здании ДК состоялась первая месса. 1 февраля 1993 года храм возвращен католикам. 6 февраля торжественную мессу по этому поводу отслужил архиепископ Казимир Свёнтек.
Масштабная реставрация длилась до 1998 года, 14 августа 1998 года состоялось повторное освящение храма.
С 22 мая 2021 года в костёле находится икона “Божья Матерь-Владычица лесов”

## Архитектура
Храм Вознесения Богородицы — памятник архитектуры неоклассицизма. Прямоугольное в плане строение накрыто двускатной крышей. Главный фасад имеет симметрично-осевую двухъярусную композицию. В верхней части фасад завершён треугольным фронтоном на прямоугольном аттике. В архитектурном декоре использованы классические элементы, боковые фасады ритмично расчленены пилястрами и боковыми оконными проёмами.